# 赫姆·黑德里克
赫尔曼·阿瑟·黑德里克（英語：Herman Arthur Hedderick，1930年1月1日—），美国NBA联盟的前职业篮球运动员。